# Gordon Zahler
Gordon Robert Zahler (* 10. Februar 1926 in Los Angeles; † 22. Dezember 1975 ebenda) war ein US-amerikanischer Komponist.

## Leben
Gordon Robert Zahler wurde als Sohn des Komponisten Lee Zahler und seiner Frau Rose Rosenberg geboren. Im Alter von 14 Jahren hatte Zahler einen Unfall während des Turnunterrichts an der Pasadena junior high school, wodurch er eine Tetraplegie erlitt und fortan querschnittsgelähmt war. Anschließend war er zeit seines Lebens auf fremde Hilfe angewiesen, was die Familie finanziell ruinierte. Nach dem Tod seines Vaters lebten seine Mutter und er von der Armenhilfe des Motion Picture Relief Fund. Als seine Mutter schließlich zur Sozialhilfe musste, entschloss sich Zahler die 915 Kompositionen seines Vaters in einem Unternehmen zu sammeln und zu vermarkten.
Neben einigen Kompositionen wie Return to Campus, Faust und die Fernsehserie Bozo: The World's Most Famous Clown, erarbeitete Zahler auch eigenständige Soundtracks für ausländische Filme, wie dem ostdeutschen Science-Fiction-Film Der schweigende Stern, die auf dem US-amerikanischen Markt neu vertont wurden. Bekannt ist auch seine Arbeit für Ed Woods Film Plan 9 aus dem Weltall, bei der er Musikstücke von mindestens 12 unterschiedlichen Komponisten nahm und sie zu einem eigenständigen Soundtrack kombinierte.

## Filmografie (Auswahl)
- 1952: Craig Kennedy, Criminologist (Fernsehserie, 26 Episoden)
- 1957–1959: 26 Men (Fernsehserie)
- 1959: Plan 9 aus dem Weltall (Plan 9 from Outer Space)
- 1960: Der schweigende Stern
- 1959–1962: Bozo: The World's Most Famous Clown
- 1960: Popeye the Sailor
- 1964: Faust
- 1966: Verhängnisvolle Fracht (The Navy vs. The Night Monsters)
- 1975: Return to Campus